# Zosterogrammidae

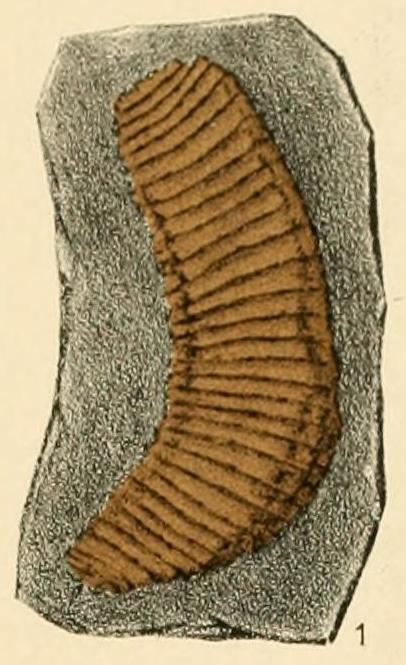
Zosterogrammida

Zosterogrammidae è una famiglia estinta di millepiedi, contenente tre generi, ciascuno con una singola specie. I fossili sono conosciuti da Repubblica Ceca, Scozia e USA. Zosterogrammidae è l'unica famiglia dell'ordine Zosterogrammida.

## Descrizione
Gli zosterogrammida hanno teste larghe, da 20 a 32 segmenti sul corpo, con il corpo che si assottiglia verso la testa e la coda. L'armatura dorsale di ciascun segmento è molto ampia e la parte posteriore di ciascun segmento è ornata da linee. La dimensione varia tra 26 millimetri (1,0 in) e 55 millimetri (2,2 in) di lunghezza. In proporzione, sono simili a Polyzoniida.

## Tassonomia e distribuzione
Zosterogrammidae ha un proprio ordine, Zosterogrammida. Si ritiene che Zosterogrammida abbia incertae sedis (posizione incerta) all'interno della sottoclasse dei millepiedi Chilognatha.
Famiglia †Zosterogrammidae Wilson, 2005
Casiogrammus ichthyeros Wilson, 2005 - Lanarkshire, Scozia; Wenlock (Siluriano)
Purkynia lata Fritsch, 1899 - Nýřany, Repubblica Ceca; Vestfalia (Carbonifero superiore)
Zosterogrammus stichostethus Wilson, 2005 - Illinois, Stati Uniti; Pennsylvanian (Carbonifero superiore)